# ヴィクトル・ヴィノグラードフ
ヴィクトル・ヴラディーミロヴィチ・ヴィノグラードフ（ロシア語: Ви́ктор Влади́мирович Виногра́дов、英語: Viktor Vladimirovich Vinogradov、1895年1月12日（ユリウス暦1894年12月31日） - 1969年10月4日）は、ロシアの言語学者・文芸学者。

## 経歴
1895年、ザライスク生まれ。父はロシア正教の司祭で、弾圧されたためカザフスタンへ亡命した。1917年にサンクトペテルブルクの歴史文献学研究所と考古学研究所を卒業。当初は歴史学(教会史)の研究者として研究をはじめ、1921年からペテルブルク大学で教鞭をとった。
マルクス主義（唯物弁証法）の立場に立ち、モスクワ学派に属する。言語を対立と統一からなる体系として捉えることを重視した日本の言語学者奥田靖雄や言語学研究会の連語（語結合）論研究・アスペクト研究等に影響を与えたことで知られる。明るい笑顔と気取らない性格でみんなから人気があり、またおしゃれな人物でもあった。